# Heliosciurus punctatus
Heliosciurus punctatus là một loài động vật có vú trong họ Sóc, bộ Gặm nhấm. Loài này được Temminck mô tả năm 1853.